# جامعة ماكيريري

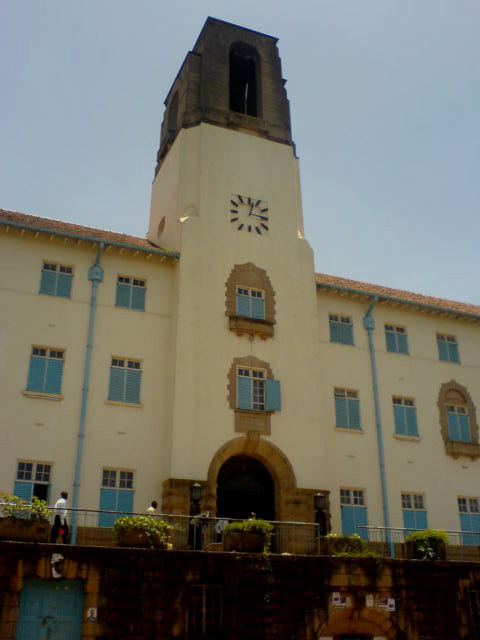
برج جامعة ماكيريري

جامعة ماكيريري (بالإنجليزية: Makerere University)‏، أكبر مؤسسة تعليم عالي في أوغندا والثانية من حيث القِدّم بعد مدرسة كاتيجوندو الإكليريكية في ماساكا. أنشئت الجامعة أول الأمر كمدرسة للتعليم الفني عام 1922، وظلت كذلك حتى أصبحت جزء من جامعة شرق أفريقيا عام 1963. ثم أصبحت جامعة وطنية مستقلة عام 1970 عندما تم تقسيم جامعة شرق أفريقيا إلى ثلاث جامعات مستقلة: جامعة نيروبي في كينيا، وجامعة دار السلام في تنزانيا، وجامعة ماكيريري.
اليوم، جامعة ماكيريري تتألف من 9 كليات ومدرسة واحدة للطلاب، وتستوعب بشكل عام في المتوسط حوالي 30000 طالب جامعي، و3000 طالب من الدراسات العليا.

## الوحدات الأكاديمية
- كلية الزراعة والعلوم البيئية
- كلية إدارة الأعمال والعلوم
- كلية علوم معلومات الحوسبة
- كلية التربية والدراسات الخارجية
- كلية الهندسة والفن والتصميم والتكنولوجيا
- كلية العلوم الصحية
- كلية العلوم الإنسانية والاجتماعية
- كلية العلوم الطبيعية
- كلية الطب البيطري والثروة الحيوانية والأمن الحيوي
- مدرسة الحقوق